# Bo G. Jansson
Bo Göran Jansson, känd som Bo G Jansson, född 19 januari 1949 i Uppsala, är en svensk litteraturvetare och professor emeritus i litteraturvetenskap vid Högskolan Dalarna.

## Biografi
Bo G. Jansson blev filosofie doktor i litteraturvetenskap vid Uppsala universitet 1990 genom doktorsavhandlingen Självironi, självbespegling och självreflexion: den metafiktiva tendensen i Eyvind Johnsons diktning
Han undervisade i litteraturvetenskap vid Uppsala universitet 1991–1992 och var därefter 1992–1995 anställd som svensk lektor vid "Institut for nordisk sprog og litteratur" vid Aarhus universitet. Han anställdes 1996 som lektor i litteraturvetenskap vid Högskolan Dalarna och antogs här som oavlönad docent 2005. Han anställdes 2010 som professor i litteraturvetenskap vid Högskolan Dalarna. Han blev vid sin pensionering 2016 professor emeritus i litteraturvetenskap vid Högskolan Dalarna..
Under åren 2012–2015 byggde Jansson upp, och var ledare för, den humanistiska och samhällsvetenskapliga forskningsprofilen "Kultur, identitet och gestaltning" vid Högskolan Dalarna. Han avtackades vid sin pensionering 2016 för denna forskningsledning med vänskriften En profil i profilen: vänbok till Bo G Jansson.

## Forskning
Bo G Janssons forskning är orienterad mot distinktionen modernism och postmodernism inom litteraturen och kulturen samt även riktad mot fälten berättelseteori och narratologi i ett flermedialt perspektiv. Utöver detta har han bedrivit litteraturvetenskaplig forskning med anknytning till Världsarvet Falun och Kopparbergslagen, särskilt har han studerat den omfattande diktningen med anknytning till den beryktade gruvdrängen Fet-Mats som omkom vid ett ras i Falu koppargruva 1677.